# 히나타 후유키
히나타 후유키(강우주日向冬樹, Fuyuki Hinata)는, 요시자키 미네의 원작 애니메이션 '케로로 중사'에 등장하는 남자 인물이다.
히나타 후유키의 담당 성우는 일본에서는 카와카미 토모코였으나 병을 얻어 쿠와시마 호코로 232화부터 교체되었다. 원래 호코씨는 토모코씨가 쾌차할 때까지만 뛰는 대타 였는데 결국 토모코씨의 사망으로 현재는 호코씨로 완전히 교체. 북미에서는 리아 클라크, 대한민국은 투니버스에서 이미자, 카툰네트워크 재더빙판에서는 김율이 맡고 있다. 케로로가 식객으로 지내는 히나타가의 1남 1녀중 둘째이자 차남으로, 누나인 나츠미가 있다. 킷쇼학원 1학년 B반으로, 니시자와 모모카와 같은 반 친구이며, 오컬트 클럽에 부장이다. 본인을 지칭할때에는 '나(일본어: ぼく)'를 많이 사용한다. 파트너는 케로로.

## 인물

### 누나 ‘강한별’
그의 누나는 케로로를 싫어하지만, 그는 케로로를 친구로 생각한다.

### 모습과 체격
그는 머리색은 남색에 꽁지머리가 특징이다.
신장은 155.3cm, 체중은 41kg이다. (신장과 체중은 원작과 극장판, 애니메이션 모두 다름-애니메이션 기준임)

### 지력과 체력
그는 달리기를 잘한다. 그는 달리기 대회에서 1등을 하였다.
공부는 보통, 자세히 말하자면 중학교에 들어갈만한 수준이라는 이야기이다. 해양, 곤충의 습성 등, 사자성어와 컴퓨터 등 지식의 폭은 매우 넓다. 이런 이유로 엉뚱한 사자성어를 쓰는 모아에게 사자성어를 지도한 적이 있다.
또 호기심이 왕성해, 흥미의 대상에 대해서는 뛰어난 통찰력과 날카로운 관찰력을 발휘한다. 하지만 학교 공부에는 전혀 흥미가 없기 때문에, 여름방학 숙제를 끝날 때까지 모아두다가 며칠 남지 않아서야 급하게 하는 스타일이다.
위의 날카로운 관찰력과 통찰력으로 친구들 사이에서는 나름 '명탐정'이라고 불린다.

### 성격
성격은 밝고 착하고 활동적이고 매우 온순하고 온화한 평화주의자이며 우정을 소중히 여기는 성격이다. 그래서 케로로가 지구 침략을 한다고 했을 때에도, 울면서 호소를 할 정도이다. 하지만 그가 화가 나면 무척 무섭다. 그가 분노를 할때면, 그녀도 그를 말릴수 없을 만큼 무서워진다.

### 오컬트 매니아
어릴적부터 오컬트, 즉 심령과학에 큰 관심을 가졌다. 그래서 우주인이라는 평범치 않은 것에 관심을 가지고, 운동회때 오컬트 대회도 열어야 한다는 주장도 내세운다. '오컬트는 자신의 모든 것'이라는 말을 할 정도로 오컬트에 큰 관심을 가지고 있다.
오컬트에 대하여 유별난 호기심으로 퇴마술도 간파했을 정도의 실력이다.
자타가 인정하는 오컬트 매니아지만, 오컬트는 다 정확하다는 생각을 가지고 있지는 않다. 별자리 운세는 너무 대략적이다라는 생각을 가지고 있다. 후유키는 거의 신용하지 않는 내용을 과학적으로 논리적으로 관찰해 근거를 토대로 입증하는 타입이다.

### 인간 관계

#### 연애 면
그는 많은 여성에게 사랑받고 있다. 특히 같은 반 친구인 유나라가 있다. 그는 그녀에게 고백을 하려고 하지만, 좀처럼 그렇게 되지 않는다. 모모카는 매일 후유키에게 호의를 보내지만, 그것을 눈치 못 채는 것을 보면 누나와 마찬가지로 연애에 둔한 듯 싶다. 그런 그녀가 유일하게  그와  만날 수 있는 공간이 '오컬트 클럽'. 하지만 이런 오컬트 클럽에서의 둘만의 시간에도 불구하고 지난 애니메이션 120화와 160화에서 후유키는 '자신의 중요한 오컬트 부원 친구'라고 유나라라고 소개한 적이 있다.
또 치루요와 아리사에게도 사랑을 받고 있다.

#### 그외 친구와의 관계
과묵하지도 않고, 내성적이지도 않은 성격이지만 혼자서 책을 읽고 하는 것을 좋아해서, 모모카와의 클럽 활동을 제외하고는 그의 친구는 거의 등장하지 않는다. 하지만 원작 1권에서의 내용을 보면, 아예 없는 것도 아닌것 같다.
그의 친구라면 케로로이다. 케로로와는 '지구를 뛰어넘은 우정'이라는 타이틀이 어울린다. 케로로도 그를 친구로 받아들이고 지내고 있다.

## 같이 보기
- 케로로 중사 (캐릭터)
- 히나타 나츠미
- 아리사 서전크로스
- 니시자와 모모카
- 무츠미/사부로